# Železniční trať Suchdol nad Odrou – Fulnek
Železniční trať Suchdol nad Odrou – Fulnek (v jízdním řádu pro cestující označená číslem 277) je jednokolejná regionální trať o délce 10 km. Trať vede ze Suchdola nad Odrou do Fulneku a měla pokračovat až do Hradce nad Moravicí a dále do Opavy. Provoz na trati byl zahájen 15. října 1891. Nádražní budova stanice Fulnek je od 8. března 2009 trvale uzavřena.[zdroj?]

## Navazující tratě

### Suchdol nad Odrou
- Železniční trať Přerov–Bohumín
- Železniční trať Suchdol nad Odrou – Budišov nad Budišovkou
- Železniční trať Suchdol nad Odrou – Nový Jičín

## Stanice a zastávky

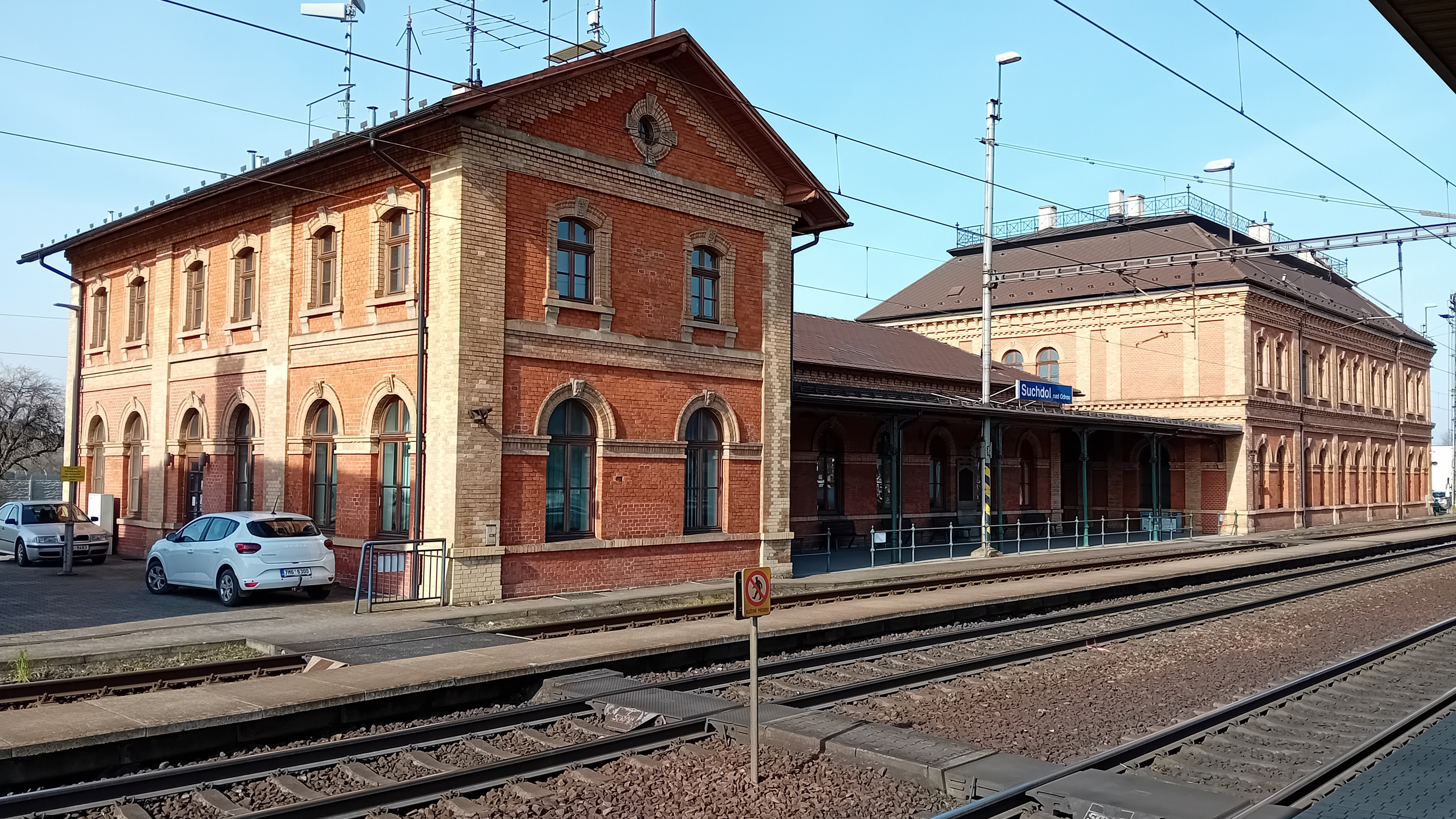
Suchdol nad Odrou
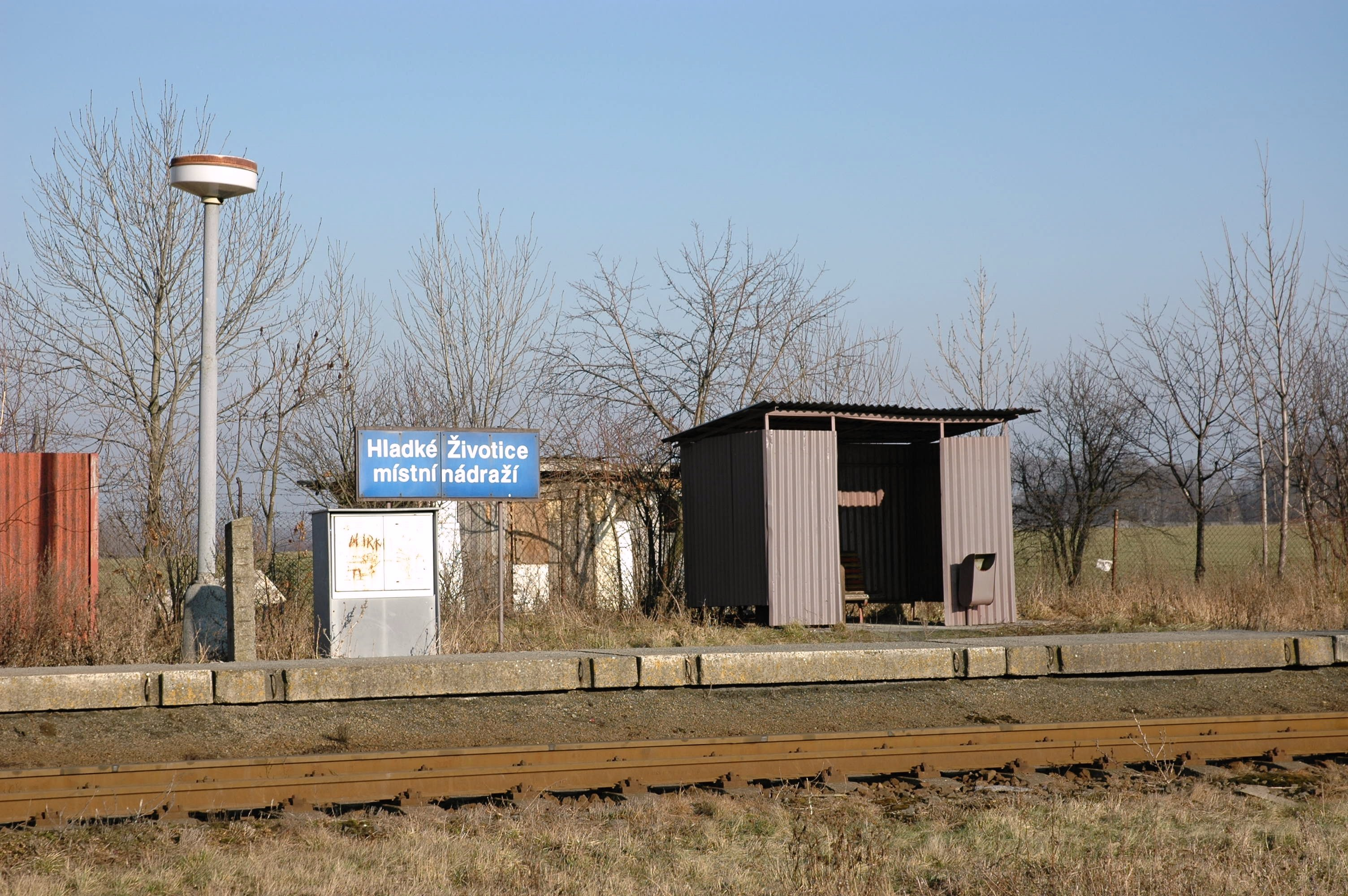
Hladké Životice místní nádraží
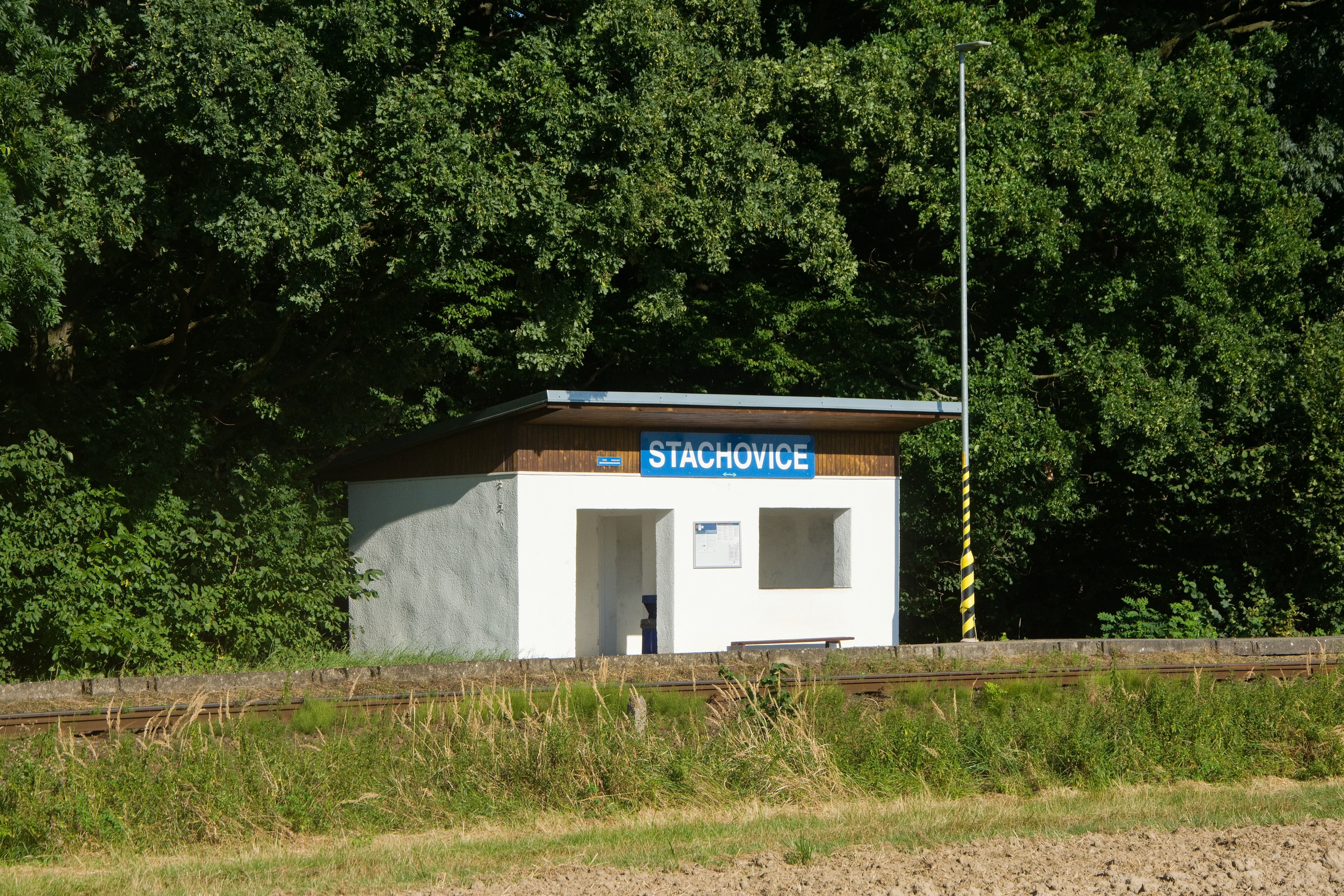
Stachovice
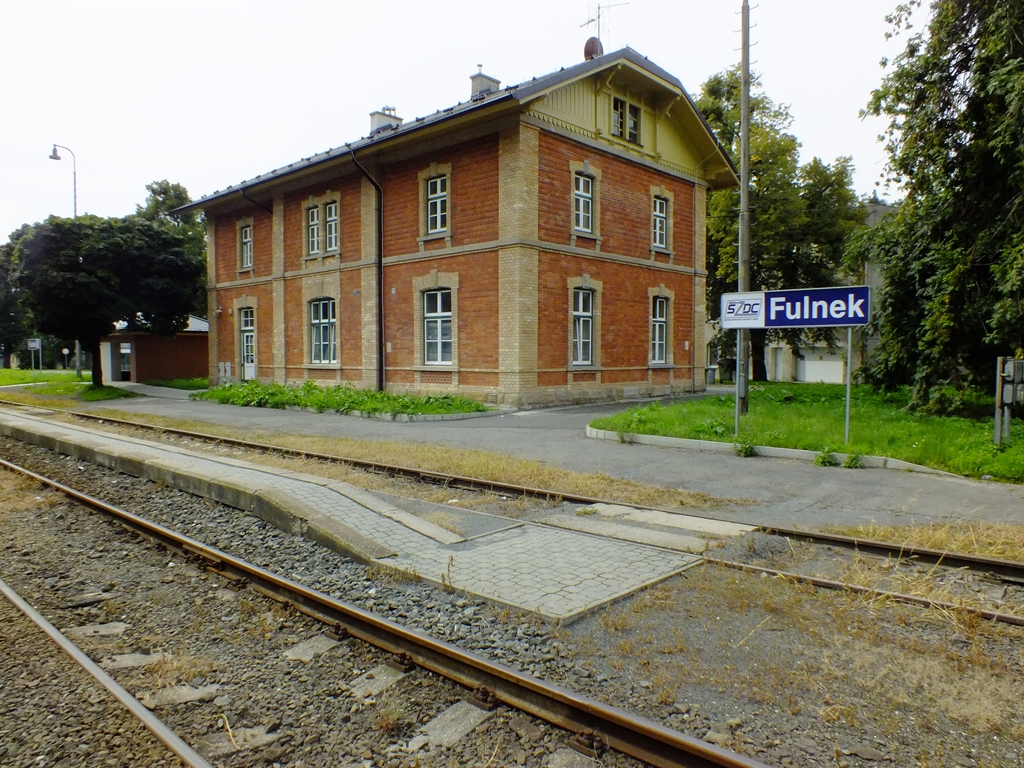
Fulnek